# 新华乡 (腾冲市)
新华乡，是中华人民共和国云南省保山市腾冲市下辖的一个乡镇级行政单位。

## 行政区划
新华乡下辖以下地区：
中心村、大摆田村、龙塘村、龙井山村、龙洒村、梅子坪社区村、邦户村、何家寨村、太和村、新山社区村和官接村。